# Sjöberg, Storumans kommun
Sjöberg är en ort i Lappland, 5,6 mil nordväst om Storuman i Västerbottens län. Större delen av bebyggelsen är situerad omkring Skansnässjön och Sjöberget. Orten utgjorde en utflyttning ur Bastansjö bland annat genom ett fastighetsköp av Johan Israel Sjöström från Hans Benjamin Nilsson från Skansnäs år 1899.